# Nicolaas Havenga

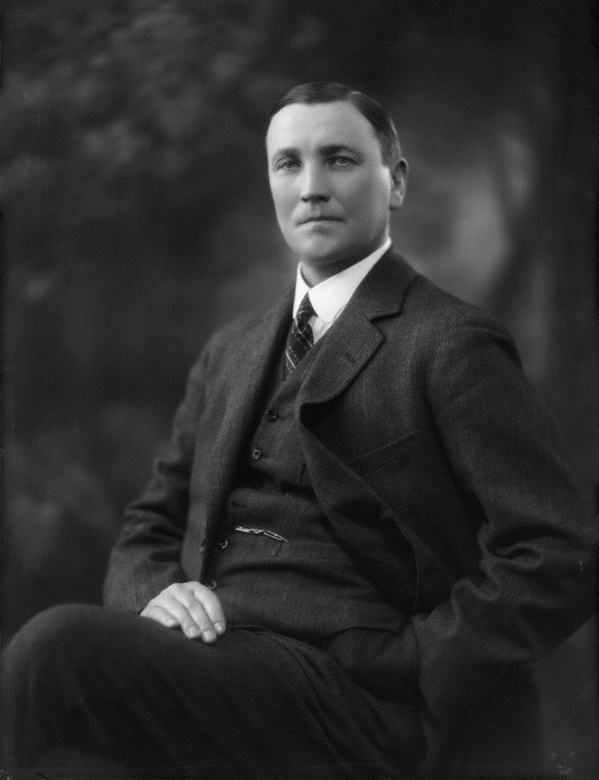
Nicolaas Havenga, Sydafrikas finansminister 1924-1934 och 1948-1954.

Nicolaas Christiaan Havenga, född 1 maj 1882 i Fauresmith i Oranjefristaten, död 14 mars 1957 i Kapstaden‚ var en sydafrikansk politiker (nationalist, Afrikaanerpartiet 1941-51) och landets finansminister i James Hertzogs och Daniel Malans regeringar (1924-1934 och 1948-1954). Han lämnade Nationalistpartiet 1934 i protest mot dess sammanslagning med Sydafrikanska partiet till United Party. 1941 bildade han Afrikaanerpartiet i hopp om att överta nationalisternas roll som ledande parti bland afrikaaner men förlorade kapplöpningen i oppositionen till sin forne ministerkollega, förre inrikesminister Daniel Malans radikala Nationalistparti (HNP). Inför valet 1948, då chanserna att slå Smuts bedömdes som goda ingick AP och HNP koalition och vann majoritet, varpå Malan blev premiärminister och Havenga åter finansminister. Han gick med i Malans parti 1951, då de två regeringspartierna sammanslogs till endast Nationalistpartiet (NP), men förlorade trots Malans lovord kampen om att bli dennes efterträdare till den mer radikale Johannes Strijdom, som därefter bildade regering utan Havenga.